# さきいか君
『さきいか君』（さきいかくん）は、日本のテレビアニメ作品。NHKワンセグ2で毎週金曜日の午後0時55分から1時00分まで放送されている。

## 概要
一般的な2次元のアニメではなく、実写アニメである。『青山ワンセグ開発』セカンドシーズン優勝作品。さきいか君とその仲間たちが繰り広げる物語である。
スタッフ
制作
NHKエンタープライズ
製作・著作
NHK　テレバイダー・エンタテインメント

## キャラクター
さきいか君
声：野島健児
貝柱ちゃん
声：三上枝織
あたりめ君
声：古川登志夫
焼きうどんはん
声：坂口哲夫
冷やしトマトさん
声：鈴木真仁
くさや
声：浦和めぐみ
煮卵三兄弟
声：緑川光
枝豆少女
声：佐藤聡美
さきいか・ザ・グレート（さきいか君の父）
声：永井一郎
ミスターチェック（御会計票）
声：田中真弓